# Gérard Joseph Xhrouet
Gérard Joseph Xhrouet, né le 18 janvier 1834 à Spa en province de Liège et décédé le 20 mai 1905 à Spa, est un instrumentiste clarinettiste belge. La première école de musique de Spa fut créée en 1842. 

## Biographie
En 1889, à 55 ans, il se rend à Montréal et se fait plus que particulièrement remarquer comme clarinettiste soliste de l’orchestre d’Ernest Lavigne se produisant devant plus de 3 000 personnes fin mai 1889 pour l’inauguration du Parc Sohmer dont ce dernier est l’initiateur. 
Les deux fils et élèves de Gérard Joseph l’accompagneront au Québec ; Jules Gérard Xhrouet, né en 1863, clarinettiste, décédé en mars 1889 et inhumé au cimetière de Mont-Royal, et G. Xhrouet, basson. Le frère cadet de l’instrumentiste et compositeur d’origine spadoise, Frantz Jehin-Prume, Erasme Jehin-Prume, violoniste, avait rejoint ce premier, avant cela, de Spa à Montréal en 1888.
Gérard Joseph Xhrouet, outre ses qualités de clarinettiste depuis ses trente ans, propriétaire, restaurateur à Spa, était aussi, par ailleurs sculpteur. Il fit modestement, mais avec un succès attesté, partie des nombreux instrumentistes belges à contribuer à la vie musicale canadienne dont parmi les Belges les plus connus on peut citer, dès 1856, les Liégeois, Jules Hone ou Frantz Jehin-Prume, né à Spa.
Un orchestre symphonique de quarante instrumentistes venus de Belgique, surtout de Bruxelles et Liège, recruté dans le pays par le canadien Ernest Lavigne, s’installera à Montréal et se produira régulièrement avec plusieurs autochtones au Parc Sohmer à partir de 1890.